# Robert Indiana

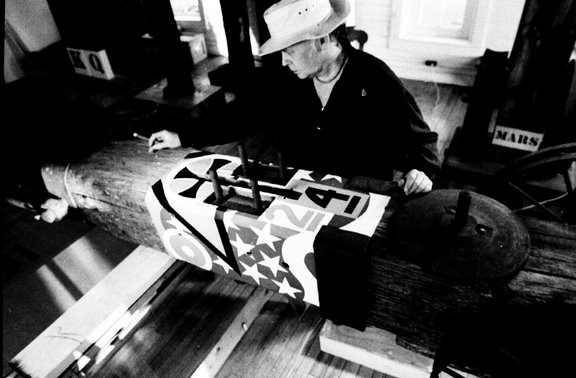
Robert Indiana in Maine (2007)

Robert Indiana (* 13. September 1928 in New Castle, Indiana; eigentlich Robert Clark; † 19. Mai 2018 in Vinalhaven, Maine) war ein US-amerikanischer Maler sowie ein Hauptvertreter der Pop Art und der Signalkunst.
Bekannt wurde Indiana durch seine plakativen Zeichenbilder, die zu den radikalsten Äußerungen in der Pop Art zählen. Ebenso einfach wie Indianas 1966 entstandenes Werk LOVE mit seinen Buchstaben L und O, darunter V und E – in den Farben Rot, Blau und Grün –, erscheinen seine anderen Arbeiten aus Zahlen, Buchstaben und fünfstrahligen Sternen. Diese Einfachheit, die Komprimierung auf das Wesentlichste, aus der Werbung entlehnt, führte dazu, dass seine Bilder zu einem Logo, einer lettristisch-emblematischen Bildfigur, werden konnten und wurden.

## Leben

### Kindheit und Ausbildung (1928–1954)

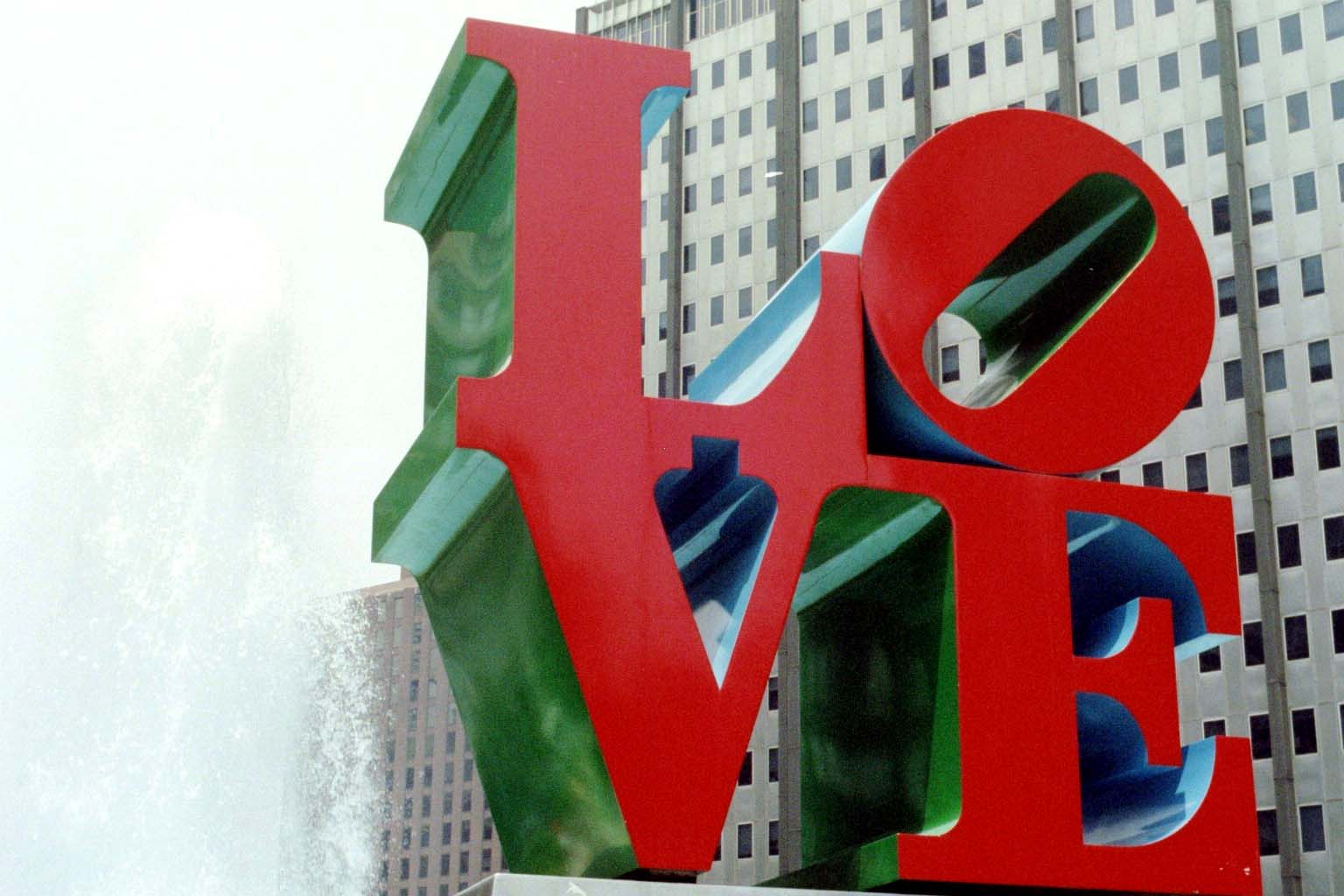
Robert Indiana: Skulptur im LOVE-Park, Philadelphia (Detail) (2006)

Indiana wurde als einziges Kind von Earl Clark und Carmen Waters in New Castle geboren und nannte sich ab 1959 nach jenem Bundesstaat, in dem er geboren wurde. Zur Besichtigung der Weltausstellung „A Century of Progress“ reiste er mit seinen Eltern 1933 nach Chicago. Im Jahre 1935 wurde Indiana in Mooresville eingeschult und seine Absicht, Künstler zu werden, wurde durch seine Lehrerin Ruth Coffman stark unterstützt. Er lebte nach der Scheidung seiner Eltern bei der Mutter und dem Stiefvater Foster Dickey. 1942 zog er nach Indianapolis, um die „Arsenal Technical School“ zu besuchen. In der schulfreien Zeit arbeitete er bei Western Union und beim „Indianapolis Star“. Seine Bewunderung galt den amerikanischen Künstlern Charles Demuth, Grant Wood, Thomas Hart Benton und Charles Sheeler. Ein Stipendium am „John Herron Institute“ im Jahre 1946 nahm er nicht an und beschloss stattdessen in die Army Air Force einzutreten, wodurch er für fünf Jahre kostenfreie Ausbildung erlangen konnte. 1948, während seiner Stationierung in Rome, New York, besuchte er Kunstseminare am „Manson-Williams-Proctor Institute“ in Utica und belegte einen Anfängerkurs in Russisch an der Syracuse University.
1949 meldete er sich bei der Air Force zum außereuropäischen Dienst in Übersee und wurde nach Anchorage, Alaska geschickt, wo er für die Militärzeitschrift „Sourdough Sentinel“ arbeitete. Wenig später erhielt er Heimaturlaub, da seine Mutter tödlich an Krebs erkrankt war. Im Herbst immatrikulierte er sich für ein vierjähriges Studium an der School of the Art Institute in Chicago und erhielt 1953 ein Stipendium an der „Skowhegan School of Painting and Sculpture“ in Maine, wo er die Sommerkurse besuchte und Alex Katz kennen lernte. An der „Skowhegan School“ erhielt er die „George Brown Travelling Scholarship“, wodurch er seinen akademischen Grad an der University of Edinburgh, in den Studienfächern Englische Literatur, Botanik und Philosophie des 20. Jahrhunderts, abschließen konnte. Nebenher schrieb er Gedichte, die er erstmals maschinenschriftlich umsetzte und mit lithographischen Illustrationen versah, was für Indiana der Vorbote für sein Interesse an Wörtern und deren visueller Umsetzung überhaupt war.

### New York (1954–1978)
Nach einem letzten Sommerseminar an der University of London zog Indiana 1954 nach New York und bezog ein Zimmer im Bezirk Hell’s Kitchen. 1955 arbeitete er als Verkäufer in „Frederick’s Kunsthandlung“ in der 57th Street, wodurch er Kontakte zu Künstlerkreisen der Pop Art herstellen konnte, darunter James Rosenquist, Ellsworth Kelly und Cy Twombly. Wenig später zog er in ein Loft an der Fourth Avenue, das dem Atelier Willem de Koonings rückseitig gegenüberlag. 1956 bezog er ein Eck-Loft, Ecke 31 Coenties Slip mit Ausblick auf den East River und die Brooklyn Bridge. Wegen der billigen Mieten auf der Coenties Slip folgten andere Künstler, wie zum Beispiel Agnes Martin, James Rosenquist, Ellsworth Kelly und Jack Youngerman, und bezogen dort ihre Lofts. 1957 bezog er ein neues Loft, 25 Coenties Slip, und malte seine ersten Hard-Edge-Gemälde, bei denen er sich der Form eines Ginkgoblattes bediente. Indiana nahm im darauf folgenden Jahr eine Teilzeitarbeit als Sekretär an der Cathedral of Saint John the Divine an und arbeitete an Crucifixion, einem aus 44 Stücken schweren Kartons zusammengefügten Wandbild, welches Formen von Ginkgo und Avocado zeigt. Zur Herstellung des Bildes benutzte er Druckerfarbe, die er mit dem Pinsel auftrug.
Im Spätsommer 1963 begegneten sich Indiana und Andy Warhol in der „Stable Gallery“ von Eleanor Ward, die zu diesem Zeitpunkt auch Cy Twombly, Robert Rauschenberg und die Bildhauerin Marisol (Maria Sol Escobar) vertrat. Warhol überredete Indiana und Marisol zu einer kurzen Filmszene für seinen Underground-Experimentalfilm Kiss, in der sich das Paar drei Minuten lang küssen sollte. Im Verlauf freundeten sich Indiana und Warhol an. Anfang Februar 1964 drehte Warhol in Indianas Loft den schwarz-weißen Stummfilm EAT, mit Indiana als Hauptdarsteller. In dem Film sitzt Indiana 39 Minuten lang auf einem Stuhl, einen Pilz essend, wobei seine Katze auf seiner Schulter sitzt. Für die Dreharbeiten war Indiana zuvor Lebensmittel einkaufen gewesen, denn er hatte den Abend vorher und zum Frühstück nichts gegessen. Warhol kam in sein Loft, gab ihm den einen Pilz und sagte zu Indiana, dass es dies sei, was er essen würde.

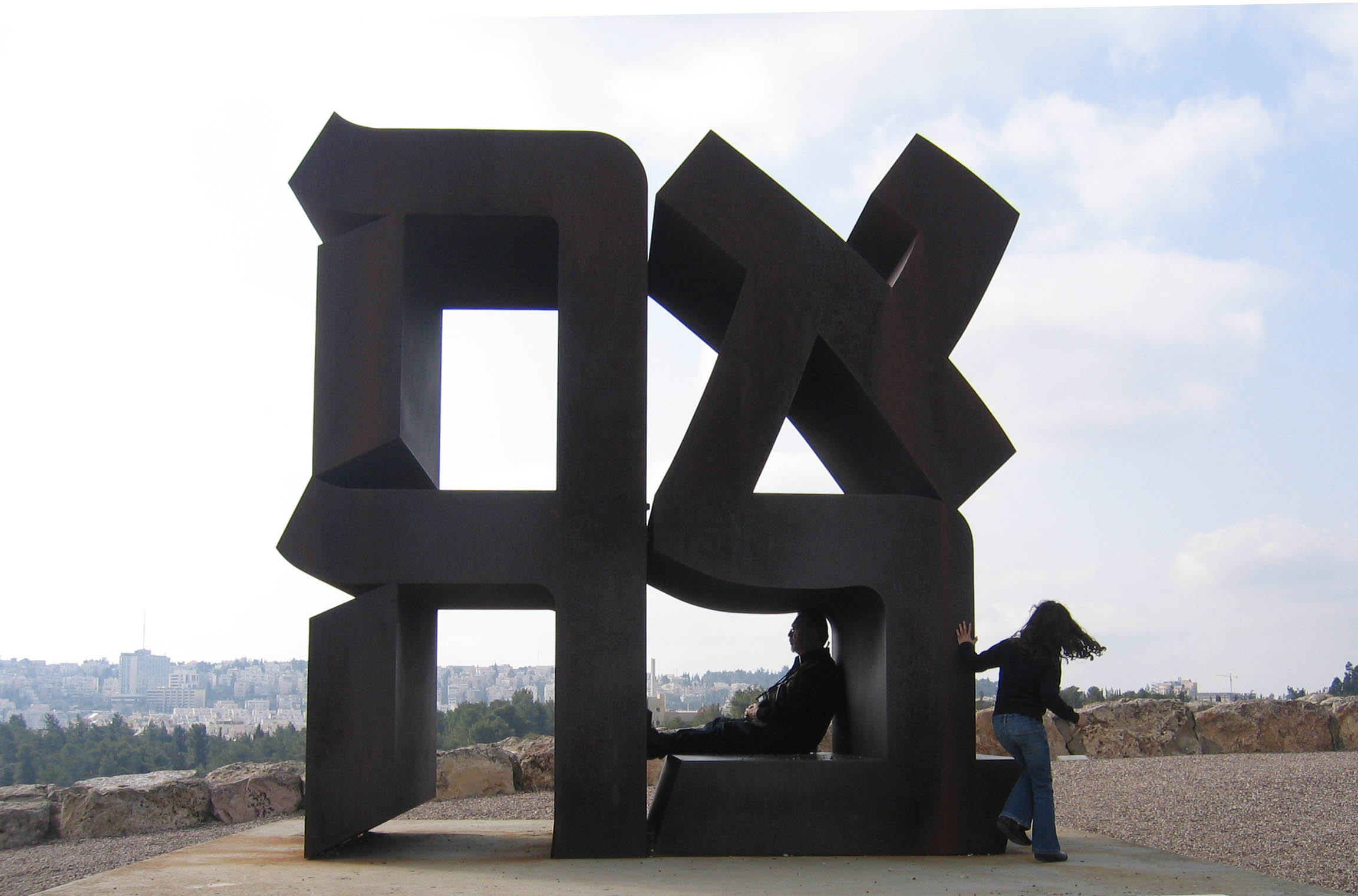
Ahava, Skulptur aus COR-TEN-Stahl, 1977, Israel Museum, Jerusalem

Im selben Jahr hatte Indiana auf Einladung des Architekten Philip Johnson an der Fassade des Circaramas, eines Teils des von Johnson und Richard Foster für die Weltausstellung in New York 1964/65 entworfenen „New York State Pavilion“, die mit riesigen Leuchtlettern realisierte Arbeit EAT, zwischen Arbeiten von Ellsworth Kelly und Robert Rauschenberg, angebracht. 1965 arbeitete Indiana als Theaterset- und Kostümdesigner für Virgil Thomsons The Mother Of Us All, das 1976 von der „Santa Fe Opera“ produziert wurde und sich mit dem Leben der Suffragette Susan B. Anthony beschäftigt. Indiana zog erneut um und bezog ein Atelier in den Räumlichkeiten einer früheren Kofferfabrik in der Bowery. Eine vier Meter hohe LOVE-Skulptur aus Cortenstahl wurde 1971 zur Weihnachtszeit im New Yorker Central Park aufgestellt, die nach Fertigstellung erstmals in den leeren Räumen des neu errichteten Indianapolis Museum of Art in der Ausstellung „Seven Outdoors“ zu sehen war. LOVE steht im Mittelpunkt des fünfundzwanzig minütigen Dokumentarfilms Indiana Portrait und war Indianas erster Auftritt im Medium Film seit Warhols Filmen Kiss und EAT.

### Vinalhaven (seit 1978)
1978 zog er sich in ein Landleben zurück. Indiana lebte seither auf der Insel Vinalhaven in Maine, einer Künstlerkolonie, die er seit 1969 regelmäßig besucht hatte, in einer von den Stars and Stripes geschmückten Lodge namens „Star of Hope“, einem ehemaligen Sitz der Odd Fellows. Als Indiana nach Vinalhaven kam, war für ihn das Wichtigste die „Vinalhaven Press“, von einem Pat Nick über Jahre hinweg betrieben. Hier hatte Indiana sein Werk anhand der Lithografie und der Radierung erneuert. 1985 wurde sie eine wichtige Anlaufstelle für nationale und internationale Künstler, zudem besitzt sie eine Kunstdruckerei mit Werkstatt und Galerieräumen in New York.
1989 arbeitete er an der Gemäldeserie The Hartley Elegies (1989–1994), die in Erinnerung an den 75. Todestag des im Ersten Weltkrieg gefallenen Offiziers Karl von Freyburg entstand. Freyburg war ein Freund von Marsden Hartley, einem von Indiana hoch geschätzten Maler. Indiana fing an, sich für Hartley zu interessieren, als er herausfand, dass er auf demselben Grundstück lebte wie Hartley 1938.
| The American Dream (externer Weblink) - von Robert Creeley und Robert Indiana (1998) |
| ------------------------------------------------------------------------------------ |

Im Auftrag der Demokratischen Partei stellte er 1980 ein Porträt Jimmy Carters für ein „Jimmy Carter Portfolio“ als Serigraphie mit dem Titel Jimmy Carter her, das er 1981 dem Präsidenten im Weißen Haus präsentierte. Als erster amerikanischer Künstler wurde Indiana 1991 eingeladen ein Stück der Berliner Mauer zu bemalen. 1998 wurde das umfangreiche Buch The American Dream mit Siebdruckreproduktionen Indianas sowie Gedichten von Robert Creeley vom Verlag „Marco Fine Arts“ veröffentlicht.
Nach den Terroranschlägen des 11. September 2001 schuf Indiana eine Reihe sogenannter Peace Paintings, die im Jahre 2004 in New York ausgestellt wurden und sich auf das aktuelle Geschehen im Irak bezogen.
Robert Indiana starb im Mai 2018 im Alter von 89 Jahren.

## Werk
Ausgehend von der signalhaften Farbigkeit des „Hard Edge“ und des Colourfield Painting zeichnen sich Indianas Arbeiten seit den späten 1950er-Jahren durch signalhafte Bildsprache kommerzieller Natur aus (Industriereklame, Schablonenschriften), die er mit Stilmitteln der amerikanischen Kunst der 1920er-Jahre verband. Seit Beginn der 1960er-Jahre verwendete er für seine Serigraphien die Druckgrafik und benutzte lediglich für die Plakate die Offset-Lithografie.
Er selbst bezeichnete seine Werke als „hard-edge Pop“ und rückte diese so in die Nähe von Ellsworth Kellys „Hard-Edge-Malerei“. So finden sich kommerzielle Messingschablonen, die er in verlassenen Lofts in New York fand und die für Nummern und Namen auf Frachtern und Transportern von Companies des 19. Jahrhunderts verwendet wurden, Eingang in seine Malerei, die sich damit teilweise in Bereichen bewegte, die er selbst als „Skulpturgedichte“ umschrieb. Indianas Arbeiten bestehen häufig aus großen, einfachen, ikonenhaften Bildern, meist Buchstaben und Ziffern, mit einem plakathaften Farbauftrag, wie EAT, DIE, HUG oder LOVE. „Für mich stellt das ‚LOVE‘-Gemälde ein Ein-Wort-Gedicht dar. Das ‚O‘ ist Teil einer typographischen Tradition – bei im Handsatz hergestellten Skripten ist das ‚O‘ gekippt. Das war ganz und gar nicht meine Erfindung. Ich habe einfach eine Tradition fortgeführt.“  Ebenfalls bekannt geworden ist die einzigartige Bemalung eines Basketballplatzes, der früher von den Milwaukee Bucks genutzt wurde und von Indiana ein großes M auf jeder Seite des Platzes erhielt.

### Pop
In einem in der Zeitschrift „Art News“ erschienenen Interview mit Gene R. Swenson, geführt im November 1963 in New York, gab Indiana auf die Frage, was „Pop“ für ihn sei, die Antwort, dass „Pop“ all das ist, „was die Kunst in den letzten Jahrzehnten nicht war. Im Grunde ist er eine scharfe Kehrtwendung zurück zu einer gegenständlichen visuellen Kommunikation. Er ist eine plötzliche Rückkehr zum Vater nach einer 15-jährigen Erkundung des Mutterleibs. Pop ist ein Wiedereintritt in die Welt. Er ist ‚Scheiß auf die Bombe‘. Er ist der Amerikanische Traum, optimistisch, üppig und naiv …“  Und weiter sagte er, dass es zwei Arten von „Pop“ gebe – „Pop“ des harten Inneren und „Pop“ der harten Kanten. Er sei „Pop“ der „harten Kanten“ (hard-edge).
Der Warhol-Biograf Victor Bockris zitiert das Interview mit Indiana im Zusammenhang mit der wegweisenden Gruppenausstellung The New Realists der Pop-Art-Künstler in der „Sidney Janis Gallery“ in New York am 31. Oktober 1962 vor dem Hintergrund der Kuba-Krise. Die Vernissage, so Bockris, war zugleich ein Wendepunkt, „die Wachablösung der älteren abstrakten Maler wie Adolph Gottlieb, Robert Motherwell und Mark Rothko durch die Pop-Artisten.“ Für den beteiligten James Rosenquist waren die Künstler sogar „ohne Angst vor der Atombombe.“
Der europäische „Pop“, die ganze „Pop-Kultur“ in Europa war für Indiana nur möglich durch den enorm politischen und kulturellen Einfluss, den die Vereinigten Staaten nach dem Zweiten Weltkrieg auf die gesamte westliche Welt ausübten. Im Interview mit Swenson, der die Frage an ihn richtete, ob Amerika Pop sei, beantwortete er diese mit „Ja“. Denn „Amerika steckt zutiefst in jedem Werk des ‚Pop‘. Die unverrückbaren ‚Inkunabeln‘ dieser Kunst seien die ‚Coca-Cola, das Auto, der Hamburger, die Jukebox.‘ […] ‚Pop‘ ist der amerikanische Mythos. Denn dies ist die beste aller Welten.“ Eine weitere Frage, ob Robert Indiana „Pop“ sei, bejahte er insofern, als ‚Pop‘ für ihn Amerika sei, er sei ein amerikanischer Maler der Zeichen: „Die ‚hard-edges‘, von denen er spricht, um seine Kunst zu charakterisieren, sind die harten Kanten der Schilder, die in Amerika wachsen wie in Europa die Bäume.“ 

### Herms
| Herms (externer Weblink) - Five (1984) |
| -------------------------------------- |

Ab 1959/1960 entstanden Indianas sogenannte Herms, experimentelle Plastiken, mannshohe Konstruktionen aus verwitterten Balken und ehemaligen Schiffsmasten, mit rostigen Metallteilen unterschiedlichster Größe, Form und Funktion, wie Beschläge und Räder. Das Material fand er im ehemaligen Hafengebiet am Coenties Slip. Die Herms eröffneten für Indiana neue ästhetische Perspektiven, nachdem er sich eine Zeit lang mit geometrisch-abstrakter Malerei, nicht zuletzt angeregt durch Ellsworth Kelly, befasst hatte. Mit diesen Assemblagen verleibte Indiana den Relikten der Vergangenheit, einem modernen Archäologen gleich, eine „glückliche Verwandlung des Verlorenen ins Gefundene, von Müll in Kunst, des Vergessenen ins Gesuchte, des Ungeliebten ins Geliebte, von Schlacke in Gold.“ Die Skulpturen erinnern, „nicht zuletzt wegen der phallusartigen Stäbe in der Leibesmitte, an die Hermen der griechischen Antike, Kultstelen, die dem Gott Hermes zu Ehren errichtet wurden.“ Die an den Balken montierten Räder, Bewegung suggerierend, „wirken wie ferne Echos der Flügel an den Fersen der Götterboten.“ Bei der Bemalung dominieren Kreise, entweder einzeln, als Gruppe von zwei, drei oder vier angeordnet und von Farbflächen oder -streifen, fünfstrahlige Sterne, Ziffern. Neu im Vokabular sind Pfeile und schwarz-gelb oder rot-weiß gestreifte Bänder.

### The American Dream
| The American Dream (externer Weblink) - The American Dream #1 (1960) |
| -------------------------------------------------------------------- |

Anfang 1960 hatte Indiana die abstrakte Komposition AGADIR, angeregt durch das schwere Erdbeben von Agadir in Marokko, begonnen. Die Arbeit zeigte vier große Kreise unterschiedlicher Größe auf einer grünen Fläche, die oben und unten durch weiße zickzackförmig verlaufende Linien begrenzt und von einer dritten Linie in der Mitte geteilt wurde. Indiana übermalte 1960 diese Arbeit mit schwarzer Farbe und versah die vier Kreise mit fünfstrahligen Sternen, Zahlen und Wörtern. In den oberen linken Kreis malte er die Nummern von Highways, „29“, „37“, „40“ und „66“; in den oberen rechten Stern die Worte „TAKE ALL“ und in den linken unteren Stern „TILT“, vorgestanze Begriffe von Spielautomaten sowie unten rechts in den Kreis: „THE AMERICAN DREAM“. Das daraus entstandene Bild The American Dream #1, aus einer Reihe von insgesamt 9 Bildern, wurde 1961 vom Museum of Modern Art, New York, angekauft und war Indianas erste Arbeit, die in öffentlichen Besitz überging.
In Anknüpfung an den großen Erfolg, den das Bild durch den Ankauf erfuhr, malte Indiana 1962/1963 die Nummer 2. The Red Diamond American Dream #3 von 1962 wurde im darauffolgenden Jahr vom Stedelijk van Abbe Museum in Eindhoven erworben. Es war das erste von einem Museum in Europa angekaufte Werk Indianas und ist der einzige „American Dream“, der sich in öffentlichem Besitz in einem europäischen Museum befindet. Es folgten die Nummer 4 und The Demuth American Dream #5 von 1963. Im Jahre 2000 folgte The Eighth American Dream, das er in Erinnerung an seine Mutter malte und schließt ab mit der 2001 entstandenen Arbeit The Ninth American Dream, bestehend aus insgesamt neun Leinwänden.

### Numbers

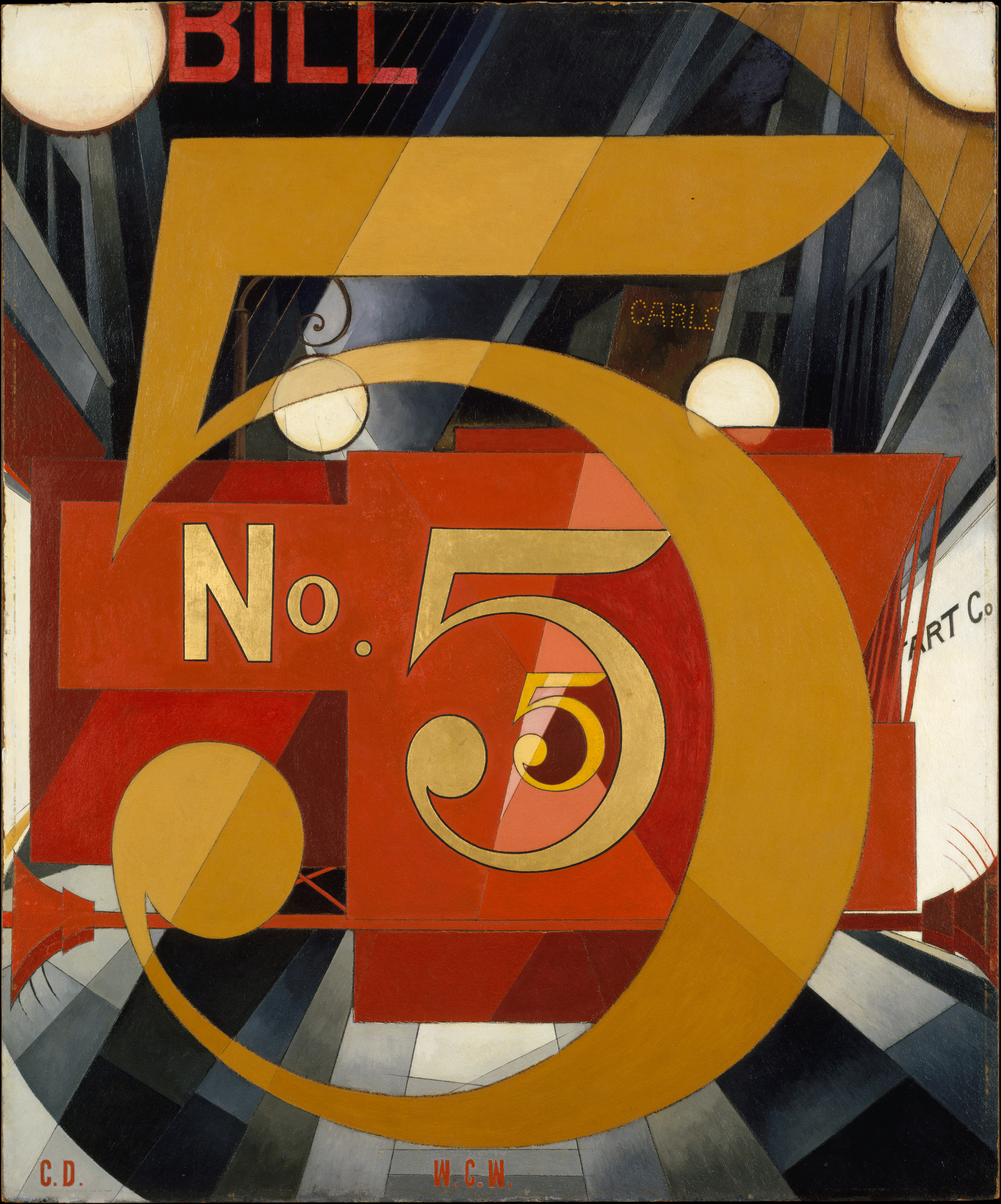
Charles Demuth: The Figure 5 in Gold (1928)

Die Zahl und das Zählen spielen im Werk von Indiana eine herausragende Rolle. Der Künstler sah in ihnen vielfältige Bezüge, einen symbolischen Hintersinn der Zahlen und deren potentielle Beziehungen untereinander, zu Geburtsdaten und bedeutsamen Ereignissen, ebenso zu seiner eigenen Biographie. Historische Daten, die Nummern von Highways (Route 66), Zahlen auf Spielautomaten, Gasuhren und Autoschildern stehen neben Worten aus Texten von Dichtern oder Worten, die er auf kommerziellen Schablonen fand, und werden miteinander verknüpft und in ein Netz aus Verweisen gewebt.
Ein Beispiel: Indianas Lieblingsbild war I Saw the Figure Five in Gold von Charles Demuth. Entstanden war es 1928 im Geburtsjahr Indianas. 1963, im Todesjahr von William Carlos Williams, dessen Gedicht The Great Figure Demuth zu seinem Gemälde angeregt hatte, malte Indiana eine gemeinsame Hommage an Demuth und Williams. Die Hommage ist „eine fünfteilige Komposition in kreuzförmiger Anordnung mit dem Titel ‚The Demuth American Dream No. 5‘, in der fünfmal die dreifache Fünferprogression von Demuths Gemälde signalhaft aufscheint.“ 

„1963 minus 1928 ergibt 35, eine Zahl, die sich aus der Folge von jeweils drei Fünfen (555) ergibt, die bei Demuth das Herannahen des Feuerwehrfahrzeugs in dem Erlebnis des Dichters symbolisieren. Während der zentrale Fünferkreis alle Monogramme und Worte aus Demuths Bild wieder aufgreift und mit der Kreisschrift ‚AMERICAN DREAM 1928/1963‘ verbindet, weisen die vier äußeren Kreise Indianas Leitworte ‚ERR/DIE/EAT/HUG‘ (Irre/Stirb/Iß/Umarme) auf […]“

### LOVE

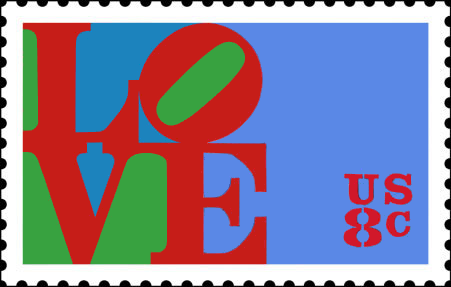
LOVE-Briefmarke (1973)

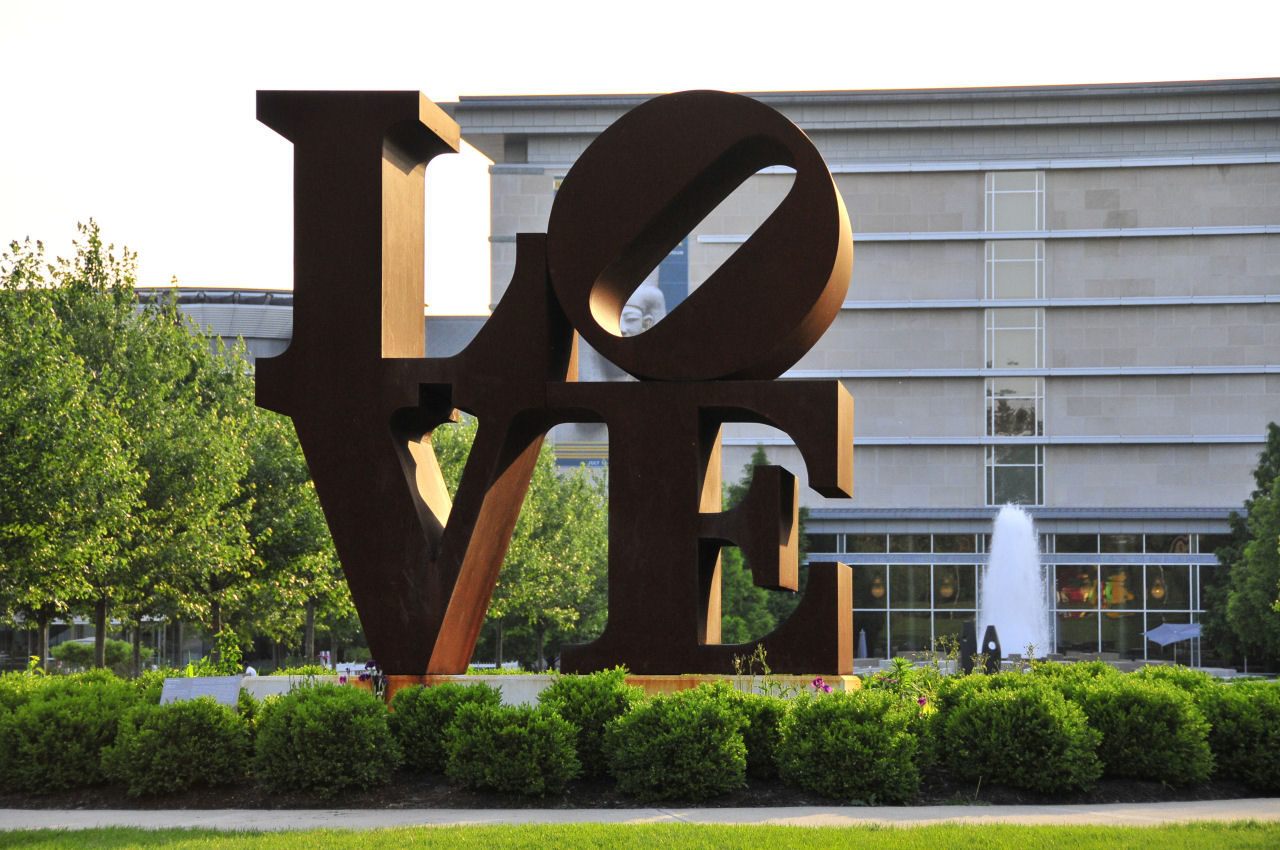
LOVE (1970) aus COR-TEN-Stahl vor dem Indianapolis Museum of Art, Indianapolis

Das Motiv wurde 1964 vom „Museum of Modern Art“ in New York als Weihnachtskarte bei Indiana in Auftrag gegeben. Da die Karte den Copyrightvermerk des Museums und nicht den von Indiana trug, hatte der Künstler die kommerziellen Nutzungsrechte am Schriftzug in den USA nach dem damals gültigen amerikanischen Urheberrecht verloren. In der Folge konnte LOVE, neben Adaptionen namhafter Künstler, in der Werbung, auf Buch- und Plattencovern, auf Zeitschriften und Plakaten, beliebig oft zitiert, kopiert und abgewandelt werden. So beklagte sich Indiana, dass jeder sein LOVE kenne, aber niemand auch nur die entfernteste Ahnung hätte, wie er aussehe.

Logo der US-Tankstellenkette (bis 1959)

LOVE, als künstlerisches Thema 1966 entstanden, in den Farben Blau, Rot und Grün, existiert als Skulptur aus Marmor, Aluminium sowie COR-TEN-Stahl, als Siebdruck, Plakat, Wandteppich, einem 1977 realisierten LOVE-Ring und einer 8-Cent-Briefmarke, die Indiana im Auftrag der US-Regierung 1973 entwarf und die in einer Auflage von 330 Millionen Exemplaren unter dem Motto „For Someone Special“ herausgegeben wurde. Die Botschaft von LOVE sollte über die ganze Welt gesendet werden. LOVE ist, ebenso wie andere Bilder von Indiana, zu einem Logo, einem positiven Symbol, geworden, das viele Aspekte aus Kunst, Konsum, Politik und Religion vertritt, zum Vietnamkrieg, zur Erotik und zum Sex gleichermaßen.
Indianas The Great Love (Love Wall) aus dem Jahre 1966, eines seiner ersten LOVE-Bilder, ist in den besagten Farben gehalten, besteht aus vier gleich großen quadratischen Leinwänden, wobei sich alle Buchstaben, außer den gekippten „O’s“, nahtlos berühren und sich eine um zwei spiegelsymmetrische Achsen aufbauende Komposition  ergibt. Seine Komposition und ausbalancierte Bildgewichtung hatte Frank Stella einmal ein „non-relational painting“  genannt, denn die Beziehung der „Symmetrie des Bildes befreit vom Zwang der Komposition.“  1991 brachte Indiana den Schriftzug LOVE in Verbindung mit WALL über eine Schablone in roter Farbe auf einem Teil der Berliner Mauer an. Das Werk wurde 2011 im Dorotheum in Wien versteigert.
Inhaltlich reicht LOVE zurück in Indianas Kindheit, die geprägt war von der im 19. Jahrhundert von Mary Baker Eddy gegründeten „Christian-Science-Lehre“. „God is Love“ steht in jeder Kirche geschrieben. Diese besonders spezifische Form der amerikanischen Spiritualität, die Teil des besonders amerikanischen Milieus ist und letztlich die Quelle von LOVE wurde, hatte der Künstler in seiner Bedeutung immer unterstrichen. Die Liebe Indianas zu der Farbe Rot, ebenso zur Zahl 66, verdanke er seinem Vater, der bei Phillips 66 gearbeitet hatte.
Eine Adaption dieses berühmten Bildmotivs von Robert Indiana nimmt die Crossover-Band Rage Against the Machine auf ihrem Album Renegades vor. Anstelle von LOVE steht dort kontradiktorisch RAGE, wobei nicht der zweite, sondern der dritte Buchstabe, das G, gekippt ist. Das Album enthält ausschließlich Coverversionen von Songs anderer Bands. Die Verwendung von Indianas Bildmotiv versinnbildlicht somit das Prinzip der künstlerischen Übernahme und Transformation, das die Band musikalisch praktiziert.

### The Hartley Elegies
| Marsden Hartley (externer Weblink) - Portrait of a German Officer (1914) |
| ------------------------------------------------------------------------ |

Marsden Hartley schuf 1914/1915, in Erinnerung an seinen Freund Karl von Freyburg, die Reihe War Motifs. Es sind abstrakt gehaltene Kompositionen auf schwarzem Hintergrund aus Elementen von Freyburgs Uniform und den Insignien des militärischen Pomps des wilhelminischen Deutschlands, die den Maler faszinierte: Helm, Sporen, Schulterklappen, Orden, Banner und Fahnen. Am Anfang von Hartleys Reihe steht das Motiv Portrait of a German Officer, das Indiana durch seine Besuche im Metropolitan Museum, New York, gut bekannt war.
| The Hartley Elegies (externer Weblink) - KvF I (1990) |
| ----------------------------------------------------- |

Am 7. Oktober 1989, 75 Jahre nach Freyburgs Tod, begann Indiana an der ersten von insgesamt 18 Leinwänden zu arbeiten. Sie trägt den Titel KvF I und ist eine hard-edge-Paraphrase auf Hartleys Bild im Metropolitan Museum. Im weiteren Verlauf seiner Arbeit an den Elegies werden die Motive zunehmend freier, komprimierter; die Bildmaße entwickeln sich von hochrechteckigen über quadratische, auf die Spitze gestellte Leinwände hin zu kreisrunden Bildern.
Für Robert Indiana war die Arbeit an den Hartley Elegies unter anderem eine Arbeit an der eigenen Biographie und Arbeit am eigenen Mythos. Sie bot Gelegenheit, die Summe seines Werkes zu ziehen, zudem um seine Identität als homosexuellen Künstler zu thematisieren. In dieser Arbeit verschränkt er die Koordinaten seines eigenen Lebens mit denen Hartleys und Freyburgs und stellt analogisch eine Verbindung zwischen deren Beziehung und seiner Beziehung zu seinem Lebensgefährten Ted Beck, der germanisiert und geadelt als „TvB“ auf mehreren Leinwänden erscheint, her.

## Kunsthistorische Einordnung
| Jasper Johns (externer Weblink) - Figure 5 (1960) |
| ------------------------------------------------- |

Neben Indiana hatte ebenso Jasper Johns bereits im Jahre 1954 begonnen, Zahlenbilder zu malen und stellte im darauffolgenden Jahr eine Serie von enkaustischen und collagierten Gemälden von einzelnen Zahlen, Ziffern auf rechteckigen Leinwänden her, die Figures benannt sind. Bis 1960 hatte Jasper Johns vier verschiedene Motive der Zahlenbilder entwickelt – Figures, Numbers, 0 9 und 0 bis 9. Die Figures zeigen eine einzelne Ziffer auf einer rechteckigen Leinwand, wie in Figure 5 von 1960. Im Unterschied zu Charles Demuths I Saw the Figure Five in Gold und Indianas The Demuth American Dream No. 5 hat die Ziffer bei Jasper Johns jedoch keine funktionelle und symbolische Bedeutung, sondern ist ein Teil des Bildes und beschreibt in typografischer Form die Ziffer – sie „schließt nichts ein, zählt nichts auf, aber eröffnet eine Unendlichkeit an Bedeutungen, die ein Hinterfragen der Malerei und deren Vorgang einschließt.“ 
Als im Januar 1958 Leo Castelli in New York die erste Ausstellung über Jasper Johns veranstaltete, war es für die Kunstwelt ein Skandal, dass es ein junger Künstler wagte, „gegen den Trend zu arbeiten und die Vorherrschaft des von einflußreichen Kritikern als eine genuin amerikanische Kunstrichtung geprisenen ‚Abstract Expressionism‘ zu unterwandern.“ Dass Jasper Johns ein Motiv wie die Zahl 5 zum alleinigen Sujet erhob, führte in der Kunstwelt bereits zu Irritationen, obwohl er mit Demuth schon einen großen Vorläufer hatte.

## Ausstellungen (Auswahl)
- 1960: New Forms, New Media, Martha Jackson Gallery, New York.
- 1962: New Realists, Sidney Janis Gallery, New York.
- 1964: Nieuwe Realisten, Gemeentemuseum, Den Haag.
- 1966: LOVE Show, Stable Gallery, New York.
- 1966: Robert Indiana. Number Paintings, Galerie Schmela, Düsseldorf.
- 1966: Stedelijk van Abbemuseum, Eindhoven.
- 1966: Museum Haus Lange, Krefeld.
- 1968: 4. documenta, Kassel.
- 1970: American Art since 1960; organisiert von Sam Hunter für die Princeton University, Princeton.
- 1972: Galerie Denise René, New York.
- 1973: Nine Artists/Coenties Slip, Whitney Museum of American Art, New York.
- 1974: Hirshhorn Museum and Sculpture Garden, Washington D.C.
- 1982: Farnsworth Museum, Rockland, Maine.
- 1984: Woodworks, National Museum of American Art, Washington D.C.
- 1991: 3. Biennale der Skulptur in Monte Carlo, Monte Carlo; vertreten mit einer Vier-Meter-Skulptur von LOVE.
- 1992: Pop Art, Museum Ludwig, Köln; Centro Reina Sofia, Madrid; Museum of Fine Arts, Montreal.
- 1997: Magie der Zahl in der Kunst des 20. Jahrhunderts, Staatsgalerie Stuttgart.
- 2007/2008: Museum Kurhaus Kleve, Kleve.[21][22]
- 2008: Museum Wiesbaden, Wiesbaden.[22]
- 2012/2013: Leben mit Pop! Museum der bildenden Künste, Leipzig.
- 2013/2014: Robert Indiana: Beyond LOVE, Whitney Museum of American Art, New York.
- 2016: International Pop, Philadelphia Museum of Art, Philadelphia.
- 2017: The Great Graphic Boom. Amerikanische Kunst 1960–1990, Staatsgalerie Stuttgart, Stuttgart.
- 2024: Léger et les Nouveaux Réalismes. Musée d’Art Moderne et d’Art Contemporain, Nizza

## Werke (Auswahl)
Skulpturen
- 1960: ZIG, Holz, Draht, Eisen, Ölfarbe, 165 × 45 × 41 cm, Museum Ludwig, Köln
- 1964: DILLINGER, Holz, Eisen, Ölfarbe, 191,8 × 57,2 × 53,3 cm, Paul Kasmin Gallery, New York
- 1973: LOVE, lackiertes Aluminium, 91,4 × 91,4 × 45,7 cm, Museum Frieder Burda, Baden-Baden
- 1980–2001: Numbers, One through Zero, lackiertes Aluminium, 198 × 128 × 91 cm, Simon Salama-Caro/Morgan Art Foundation
- 1977–2000: AHAVA, lackiertes Aluminium, 183 × 183 × 91 cm, Simon Salama-Caro/Morgan Art Foundation
- 1992: The American Dream, Holz, Mixed Media, 210 × 90,2 × 43,2 cm, Simon Salama-Caro/Morgan Art Foundation
- 1993: Four Star, Holz, Mixed Media, 189,2 × 93,3 × 45,7 cm, Simon Salama-Caro/Morgan Art Foundation

Gemälde
- 1961–1962: The American Gas Works, Acryl auf Leinwand, 152,5 × 122 cm, Museum Ludwig, Köln
- 1962: The Red Diamond American Dream #3, Öl auf Leinwand, 187,6 × 187,6 cm, Van Abbemuseum Eindhoven
- 1963: The X-5, Öl auf Leinwand, 257,8 × 274,3 cm, Whitney Museum of American Art
- 1965–1998: Silver Bridge, Öl auf Leinwand, 171,5 × 171,5 cm, Simon Salama-Caro/Morgan Art Foundation
- 1966: The Great Love (Love Wall), Acryll auf Leinwand, 4 Teile je 103 × 103 cm, Sammlung Helga und Walther Lauffs, Krefeld; erworben 1968, verkauft 2008[23]
- 1966: USA 666 II, Acryl auf Leinwand, 5 Teile je 91,5 × 91,5 cm, Museum Ludwig, Köln, 1970 erworben von der Galerie Schmela, Düsseldorf
- 1968: Aspen LOVE, Öl auf Leinwand, 30 × 30 cm, Privatbesitz
- 1968: The Big Eight, Acryl auf Leinwand, 220 × 220 cm, Museum Ludwig, Köln
- 2002: US 66 (Cities), Öl auf Leinwand, 257,8 × 257,8 cm, Simon Salama-Caro/Morgan Art Foundation

Serigraphien
- 1968: Numbers, Portfolio mit 10 Original-Serigraphien und 10 Gedichten von Robert Creeley, Siebdruck, Auflage 125, je 65 × 50 cm, Privatbesitz
- 1968: Die Deutsche Vier (documenta), Siebdruck, 72 × 72 cm, Privatbesitz
- 1971: The Great American Dream, Siebdruck, Auflage 68, 78,7 × 71,1 cm, Privatbesitz
- 1971: Eine kleine Nachtmusik, Siebdruck, Auflage 250, 65,0 × 55,0 cm, Edition Domberger, Filderstadt
- 1989–1994: The Hartley Elegies, The Berlin Series, 5 Serigraphien, Siebdruck, Auflage 50, je 204 × 141 cm, Robert Indiana, Vinalhaven
- 2001: The Black Marilyn, 10-farbig, Siebdruck, Auflage 50, 91,8 × 91,8 cm, Simon Salama-Caro
- 2001: The Sunbirst Marilyn, Siebdruck, Auflage 100, 78,7 × 66 cm, Simon Salama-Caro